# Michal Horáček
Michal Horáček (ur. 23 lipca 1952 w Pradze) – czeski przedsiębiorca, pisarz i autor tekstów, kandydat w wyborach prezydenckich w 2018.

## Życiorys
Po maturze studiował na wydziale nauk społecznych i dziennikarstwa Uniwersytetu Karola w Pradze. Został wykluczony z uczelni w 1974 za nieuprawniony wyjazd do USA, co skutkowało również orzeczeniem wobec niego kary pozbawienia wolności z warunkowym zawieszeniem jej wykonania. Wykonywał następnie różne zawody fizyczne, w latach 1976–1986 był zatrudniony w spółdzielni inwalidów META. W 1984 przebywał ponownie w Stanach Zjednoczonych, gdzie kształcił się w Macalester College. Pod koniec lat 80. pracował jako redaktor tygodnika „Mladý svět”.
W 1989 współtworzył inicjatywę obywatelską MOST, później nie angażował się politycznie. Ukończył antropologię kulturową na Uniwersytecie Karola w Pradze, doktoryzował się w tej dziedzinie na tej samej uczelni w 2011. Pracował jako wykładowca na macierzystym uniwersytecie i na Uniwersytecie Masaryka, był komentatorem dzienników „Hospodářské noviny” i „Lidové noviny”. Od początku lat 90. związany również z sektorem prywatnym jako przedsiębiorca. W szczególności w 1990 założył przedsiębiorstwo Fortuna, zajmujące się zakładami bukmacherskimi. Odsprzedał je po kilkunastu latach.
Zaangażowany także w działalność kulturalną. Był m.in. prezesem Akademie populární hudby, instytucji przyznającej nagrody Anděl. Zajął się też tworzeniem tekstów, współpracując przy tworzeniu nagrań z kompozytorem Petrem Hapką, a także z takimi piosenkarzami jak Hana Hegerová, Richard Müller czy Jarda Svoboda.
Autor licznych publikacji książkowych, m.in. Království za koně (1983), Zpráva z Kentucky (1984), Jak pukaly ledy (1990), Los a sázka (1996), Kdo víc vsadí, ten víc bere (2002), O české krvi otců vlasti (2004), O tajemství královny krav (2007), Kudykam (2009) i Český kalendář (2012).
W listopadzie 2016 zadeklarował start w wyborach prezydenckich przewidzianych na styczeń 2018. Zarejestrowanie kandydatury umożliwiło mu złożenie blisko 87 tys. podpisów pod swoją kandydaturą w listopadzie 2017. W pierwszej turze głosowania z 12 i 13 stycznia 2018 otrzymał 9,2% głosów, zajmując 4. miejsce wśród 9 kandydatów.